# Nhà đầu tư
Nhà đầu tư là người tham gia vào một hay nhiều vụ đầu tư dưới các hình thức khác nhau.
Nhà đầu tư có thể là một cá nhân, một doanh nghiệp, một tổ chức. Phần lớn các nhà đầu tư khi bỏ tiền ra đầu tư đều nhằm thu về lợi ích kinh tế, đó là hoạt động đầu tư kinh doanh, sản xuất. Một số ít hơn, thường là đơn vị thuộc nhà nước, đầu tư công cộng nhằm mang lại lợi ích cho xã hội, như việc xây dựng các công trình dân sinh, phúc lợi.
Các nhà đầu tư bao gồm: các tổ chức tín dụng Nhà nước và tư nhân như ngân hàng, các công ty tài chính, các quỹ tín dụng, các nhà đầu tư cá nhân, giới phân tích tài chính và báo chí lĩnh vực tài chính,...
Cụm từ này còn được dùng trong ngành tài chính nhằm miêu tả một nhóm người hay công ty thường xuyên mua chứng khoán, cổ phiếu hay trái phiếu để có được lãi tài chính đánh đổi cho việc cung cấp vốn để phát triển một công ty nào đấy.
Cụm từ này cũng áp dụng cho những cá nhân hay tổ chức mua và nắm giữ các tài sản trong một thời gian dài với phân tích và nhận định sẽ có được lãi vốn, không vì thu nhập ngắn hạn.
Để định nghĩa rõ hơn về nhà đầu tư, có thể tham khảo thêm định nghĩa của Benjamin Graham về đầu tư: "Hoạt động đầu tư là một quá trình, thông qua phân tích kỹ lưỡng và cẩn trọng, có thể đảm bảo an toàn vốn và thu lời thỏa đáng. Tất cả những hoạt động không đáp ứng được những yêu cầu trên là đầu cơ."